# 마르틴 메르켈란스
마르틴 메르켈란스 카스테야노스(스페인어: Martín Merquelanz Castellanos, 1995년 6월 12일, 바스크 주 이룬 ~)는 스페인의 프로 축구 선수로, 현재 레알 소시에다드에서 라요 바예카노로 임대되어 좌측 미드필더를 맡고 있다.

## 클럽 경력
메르켈란스는 스페인 바스크 주 기푸스코아 도 이룬 출신으로, 2012년에 안티구오코에서 레알 소시에다드의 유소년부로 이적했다. 2014년 6월 23일, 그는 2군으로 승격되었고, 그 해 8월 31일에 0-3으로 패한 투델라노와의 세군다 디비시온 B 원정 경기에서 파블로 에르비아스와 후반전에 교체되어 성인 무대 신고식을 치렀다.
메르켈란스는 2015년 9월 20일에 5-0 대승을 거둔 멘사헤로와의 원정 경기에서 첫 성인무대 골을 넣었다. 약 1년 후, 그는 4-0으로 이긴 게르니카전에서 해트트릭을 달성해 2016-17 시즌을 36경기 출전 10골 득점으로 마무리했다.
2017년 5월 17일, 메르켈란스는 2019년까지 계약을 연장했으나, 12월에 무릎 중상을 당하면서 시즌 말까지 활동하지 못했다. 이듬해 1월 12일, 그는 2020년까지 계약을 연장했다.
2018년 8월 14일, 메르켈란스는 정식적으로 라 리가의 1군 명단에 이름을 올렸다. 8월 31일, 그는 1-2로 패한 에이바르와의 원정 경기에서 아시에르 이야라멘디와 교체되어 들어가 신고식을 치렀지만 출전 3분 만에 부상으로 경기장을 빠져나가야 했다.
2019년 7월 19일, 한 시즌을 무릎 부상 재활로 보낸 후, 메르켈란스는 세군다 디비시온의 미란데스로 1년 동안 임대되었다. 그는 8월 24일에 첫 프로 무대 골을 기록했는데, 카디스와의 안방 경기에서 1-1 동점골을 기록했지만, 결국 1-2로 패했다. 메르켈란스는 카스티야 이 레온 연고 구단의 주전으로 활약해 개인 최다인 15골을 기록해 소속 구단이 강등을 면하고 코파 델 레이 준결승 진출에 일조했다.
레알 소시에다드 복귀 후, 메르켈란스는 2020년 8월 8일에 2025년까지 유효한 연장 계약서에 서명했다. 약 1년 후, 그다지 많을 출전 기회를 잡지 못한 그는 한 시즌 동안 같은 1부 리그의 라요 바예카노로 임대되었다.

## 경력 통계

### 클럽
2021년 8월 22일 기준
| 구단                 | 시즌      | 리그              | 리그 | 리그 | 컵   | 컵 | 기타 | 기타 | 합계 | 합계 |
| 구단                 | 시즌      | 리그명            | 출장 | 골   | 출장 | 골 | 출장 | 골   | 출장 | 골   |
| -------------------- | --------- | ----------------- | ---- | ---- | ---- | -- | ---- | ---- | ---- | ---- |
| 레알 소시에다드 B    | 2014–15   | 세군다 디비시온 B | 17   | 0    | —    | —  | —    | —    | 17   | 0    |
| 레알 소시에다드 B    | 2015–16   | 세군다 디비시온 B | 29   | 2    | —    | —  | —    | —    | 29   | 2    |
| 레알 소시에다드 B    | 2016–17   | 세군다 디비시온 B | 36   | 10   | —    | —  | —    | —    | 36   | 10   |
| 레알 소시에다드 B    | 2017–18   | 세군다 디비시온 B | 18   | 5    | —    | —  | —    | —    | 18   | 5    |
| 레알 소시에다드 B    | 합계      | 합계              | 100  | 17   | 0    | 0  | 0    | 0    | 100  | 17   |
| 레알 소시에다드      | 2018–19   | 라 리가           | 1    | 0    | 0    | 0  | —    | —    | 1    | 0    |
| 레알 소시에다드      | 2020–21   | 라 리가           | 13   | 0    | 2    | 0  | 2    | 0    | 17   | 0    |
| 레알 소시에다드      | 합계      | 합계              | 14   | 0    | 2    | 0  | 2    | 0    | 18   | 0    |
| 미란데스 (임대)      | 2019–20   | 세군다 디비시온   | 36   | 15   | 7    | 2  | —    | —    | 43   | 17   |
| 라요 바예카노 (임대) | 2021–22   | 라 리가           | 2    | 0    | 0    | 0  | —    | —    | 2    | 0    |
| 경력 합계            | 경력 합계 | 경력 합계         | 152  | 32   | 9    | 2  | 2    | 0    | 163  | 34   |

1. ↑  유로파리그 출장 경기 기록 포함